# 圣文生保禄堂 (圣樊尚-德保罗)
圣文生保禄堂（法语：Église Saint-Vincent-de-Paul du Berceau）是一座罗马天主教教堂，位于法国西南部朗德省圣樊尚-德保罗镇。 

## 历史
从1696年起，兰奎因斯，文生·德·保禄的出生地，改为礼拜堂（Oratoire）。1706年，在兰奎因斯附近建造了第一座小堂。在被遗弃之前，1737年6月16日文生·德·保禄封圣以后，第二座小堂于1751年建成开放。它将活跃近一个世纪。 
歐珍妮·德·蒙提荷皇后在访问兰奎因斯时，表示希望看到建造：
- 一个供奉圣文生保禄的礼拜场所[1].
- 一个穷人之家，纪念文生·德·保禄的工作，得到了教友、神父和修女的帮助[1]。

几年后，由于她丈夫拿破仑三世的授权，她的愿望得到了实现。1851年8月6日，兰内鲁克蒙席主持了奠基仪式，教堂于1854年落成。由朗德省工匠莱斯库雷特·德·达克斯先生监督，他又由巴黎建筑师加卢瓦先生指挥。。
1864年，劳伦特和格塞尔（Laurent et Gsell）作坊提供了教堂的玻璃屋顶。
教堂于1947年7月14日被烧，导致穹顶坍塌。1948年12月1日，由遣使會神父Pierre et Discamps重建。穹顶壁画是亨利·马蒂斯学生的作品。
1980年11月27日，达克斯主教罗伯特·萨拉贝雷（Robert Sarrabére）祝圣了用波尔多贝壳石制成的祭台。1981年，教堂进行了翻修。同年，为了纪念文生·德·保禄诞辰400周年，巴黎的费尔特林先生制作了两尊木制雕像，一尊是文生·德·保禄，另一尊是圣母玛利亚。1999年，穹顶进行了翻修。

## 建筑

### 外观
教堂长29米，宽7.5米。它高9.80米，耳堂处宽20.5米。采用新拜占庭风格，拉丁十字平面。
立面由巴黎的Forget先生雕刻。文生·德·保禄雕像俯瞰立面，象征着欢迎朝圣者。手部的开放姿态，象征帮助最贫穷者的心。文生·德·保禄雕像上方的三个人像雕塑，代表三超德：
中心，信德：一个女人背着十字架。
右边，望德：锚象征对上帝的希望和信任，从上帝汲取力量。
左边，爱德：一颗火热的心，象征着文生·德·保禄的心，充满了上帝对穷人的爱
下面，一个浮雕描绘了文生·德·保禄小时候放牧羊群，